# Ki Sung-yueng
Ki Sung-yueng (på koreansk: 기성용) (født 24. januar 1989 i Gwangju, Sydkorea) er en sydkoreansk fodboldspiller, der spiller som central midtbanespiller i den sydkoreanske K-League Classic-klub FC Seoul. Han har spillet for FC Seoul siden juli 2020. Tidligere har han optrådt for Premier League-klubber som Swansea City, Newcastle United og Celtic i Skotland.

## Landshold
Ki står (pr. 20. september 2015) noteret for 76 kampe og fem scoringer for Sydkoreas landshold, som han debuterede for den 7. juni 2008 i et opgør mod Jordan. Han blev udtaget til sit lands trup til OL i Beijing i 2008, og senere også til VM i 2010 i Sydafrika, VM i 2014 i Brasilien og VM i 2018 i Rusland.

## Personlige liv
Ki bekræftede i marts 2013, at han datede skuespillerinden Han Hye-jin og annoncerede deres forhold i maj 2013. Parret indleverede deres ægteskabs registrering den 25. juni 2013.